# 河原龍夫のヒット! ヒット! パラダイス
『河原龍夫のヒット! ヒット! パラダイス』（かわはらたつおのヒット ヒット パラダイス）は、2008年3月31日から2018年9月24日までCBCラジオで毎週月曜日に放送されていた音楽番組。河原龍夫がヒット曲を中心に様々なヒット情報を扱う番組。オークローンマーケティングの一社提供。

## 放送時間
ナイターイン期
- 2008年3月31日 - 9月29日
  - 毎週月曜日 19:00 - 20:00
- 2009年4月6日 - 9月28日
  - 毎週月曜日 17:54 - 20:00
- 2010年4月5日 - 9月27日、2011年4月4日 - 4月25日
  - 毎週月曜日 17:53 - 19:30
- 2011年5月2日 - 10月17日、2012年4月2日 - 9月24日、2013年4月1日 - 9月23日、2014年3月31日 - 9月22日
  - 毎週月曜日 17:53 - 20:00
- 2015年3月30日 - 9月21日
  - 毎週月曜日 17:57 - 20:00
- 2016年3月28日 - 9月19日、2017年4月3日 - 2017年9月25日、2018年4月2日 - 2018年9月24日
  - 毎週月曜日 18:00 - 20:00

ナイターオフ期
- 2008年10月6日 - 2009年3月30日
  - 毎週月曜日 19:00 - 20:00
- 2009年10月5日 - 2010年3月29日、2010年10月4日 - 2011年3月28日
  - 毎週月曜日 18:00 - 19:30
- 2011年10月24日 - 2012年3月26日、2012年10月1日 - 2013年3月25日、 2013年9月30日 - 2014年3月24日、2014年9月29日 - 2015年3月23日、2015年9月28日 - 2016年3月21日、2016年9月26日 - 2017年3月27日、2017年10月2日 - 2018年3月26日
  - 毎週月曜日 18:00 - 20:00

## パーソナリティー
- 河原龍夫
- 渡辺美香（CBCアナウンサー）2013年9月30日から最終回まで担当。

過去
- 丸山蘭那（CBCアナウンサー・当時）番組開始から2009年3月まで担当。
- 南部志穂（CBCアナウンサー）2009年4月から2013年9月23日まで担当。

## 主なコーナー
現在のコーナー
- 今週のベスト10
- オークローン ヒットヒットインフォマーシャル
- ヒットヒットクイズ

過去のコーナー
- JOMO あの人の物語 → JOMOプレゼンツ 渡辺真理のコトバ遺産
- 政策情報 官邸発（2011年4月4日～2013年3月25日）

| CBCラジオ 月曜 18:00 - 20:00 | CBCラジオ 月曜 18:00 - 20:00                                         | CBCラジオ 月曜 18:00 - 20:00                                      |
| 前番組                       | 番組名                                                               | 次番組                                                            |
| ---------------------------- | -------------------------------------------------------------------- | ----------------------------------------------------------------- |
| 不明                         | 河原龍夫のヒット! ヒット! パラダイス (2008年3月31日 - 2018年9月24日) | 〜ともだちラジオ〜本音でゴメン!! (2018年10月1日 - 2021年3月29日 ) |